# Abd al-Mun'im Abu l-Futuh

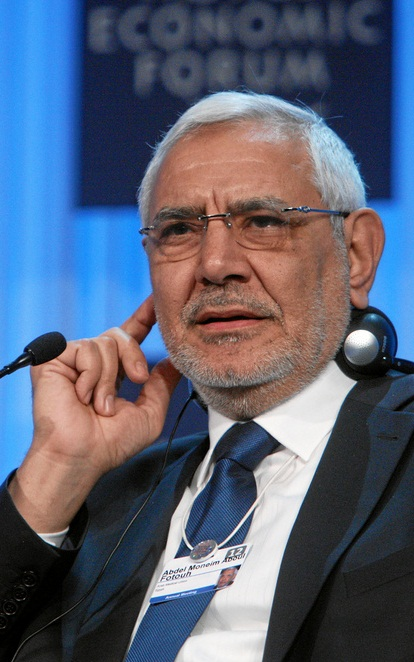
ʿAbd al-Munʿim Abū l-Futūḥ

ʿAbd al-Munʿim Abū l-Futūḥ (in arabo عبد المنعم ابو الفتوح‎?; Il Cairo, 15 ottobre 1951) è un medico e politico egiziano.

## Biografia
Nato a Fustat (Miṣr al-qadīma), da una famiglia originaria del villaggio di Qaṣr Baghdād, presso Kafr al-Zayyāt (Governatorato di Gharbiyya), talora indicato dalla stampa occidentale come Abdel Moneim Aboul Fotouh, si è laureato nel 1995 a pieni voti in medicina nell'Università del Cairo e ha poi conseguito un Master degree in "Gestione ospedaliera" nella Facoltà di Commercio dell'Università di Helwan.
Membro dei Fratelli Musulmani dai primi anni settanta, si è candidato alle elezioni presidenziali del 2012, in cui ha ottenuto il 17,5% dei voti, piazzandosi al quarto posto.
È noto per la sua ferma opposizione ai regimi di Anwar al-Sadat e Hosni Mubarak e per la sua capacità di dialogo con i politici egiziani delle più diverse provenienze ideologiche: motivo questo di controversia con vari sostenitori dei movimenti islamisti egiziani.

In occasione delle manifestazioni del settembre del 1981, fu arrestato assieme a numerosi altri esponenti di movimenti di ispirazione islamica e sottoposto a un giudizio penale da una Corte di Giustizia militare e più tardi condannato al carcere per cinque anni: pena scontata tra il 1996 e il 2001.
ʿAbd al-Munʿim Abū l-Futūḥ è stato componente dell'Ufficio della Guida (in arabo مكتب الإرشاد‎?, Maktab al-ishād) della Fratellanza dal 1987 al 2009. Nel 2011 ha però ufficialmente abbandonato ogni attività politica nel movimento dei Fratelli Musulmani e si è dimesso da esso a seguito della propria decisione di correre per la presidenza della Repubblica in occasione delle elezioni presidenziali del 2012, ma sono numerosi gli osservatori che sottolineano la decisa ostilità espressa nei confronti della sua linea politica "aperturista" dal numero due dei FM, Khayrat al-Shater. 

Fu nondimeno sostenuto ufficialmente dal partito salafista al-Nūr alla fine di aprile del 2012.
Attualmente guida il partito politico Forte Egitto (in arabo مصر القوية‎?, Miṣr al-Qawwiyya), oltre a esser Segretario generale dell'Unione dei medici arabi (al-Ittiḥād al-aṭibbāʾ al-ʿArab) e Direttore generale degli ospedali dell'Associazione Medica islamica (in arabo الجمعية الطبية الإسلامية - مصر‎?, al-Jamʿiyya al-Aṭibiyya al-Islāmiyya - Egitto) del Cairo.
Miṣr al-Qawwiyya, assieme al Tamàrrud, si è dichiarato favorevole il 7 luglio 2013 alla nomina a Primo ministro dell'Egitto di Muhammad al-Barādeʿī.